# 魯悼公
魯悼公（？—前437年），姬姓，名寧，為春秋戰國諸侯國魯國君主之一，是魯國第二十七任君主。他為魯哀公兒子，承襲魯哀公擔任該國君主，在位31年。政權仍受三桓季孫氏、孟孫氏、叔孫氏掌控。
在位期間執政為叔孫舒、仲孫彘、仲孫捷、季孫強。